# 451
451（四百五十一、よんひゃくごじゅういち）は自然数、また整数において、450の次で452の前の数である。

## 性質
- 451は合成数であり、約数は 1, 11, 41, 451 である。
  - 約数の和は504。
- 139番目の半素数である。1つ前は447、次は453。
- 各位の和が10になる42番目の数である。1つ前は442、次は460。
- 各位の積が各位の和の2倍になる14番目の数である。1つ前は415、次は514。(オンライン整数列大辞典の数列 A062034)
- 451 = 62 + 72 + 82 + 92 + 102 + 112
  - 6連続自然数の平方和で表せる6番目の数である。1つ前は355、次は559。
  - n から始まる n 連続整数の平方和で表せる数である。1つ前は255、次は728。(オンライン整数列大辞典の数列 A050410)
- 1/451 = 0.0022172949… (下線部は循環節で長さは10)
  - 逆数が循環小数になる数で循環節が10になる最小の数である。次は902。
  - 循環節が n になる最小の数である。1つ前の9は81、次の11は21649。(オンライン整数列大辞典の数列 A003060)
- 451 = 12 + 32 + 212 = 12 + 152 + 152 = 32 + 92 + 192 = 92 + 92 + 172
  - 3つの平方数の和4通りで表せる42番目の数である。1つ前は429、次は454。(オンライン整数列大辞典の数列 A025324)
  - 451 = 12 + 32 + 212 = 32 + 92 + 192
    - 異なる3つの平方数の和2通りで表せる88番目の数である。1つ前は443、次は459。(オンライン整数列大辞典の数列 A025340)
- 3桁以上の数で最大桁と最小桁で作る数で元の数を割り切れる51番目の数である。1つ前は440、次は462。(オンライン整数列大辞典の数列 A108343)
例．451 ÷ 41 = 11
  - 45…51 の形の数はすべて41の倍数である。(例．45…51 = 11…11 × 41)
- 451 = {\displaystyle \sum _{k=0}^{10}(k^{2}+k+1)}
  - n = 10 のときの {\displaystyle \sum _{k=0}^{n}(k^{2}+k+1)} の値とみたとき1つ前は340、次は584。(オンライン整数列大辞典の数列 A006527)
- 451 = 262 − 225
  - n = 26 のときの n2 − 152 の値とみたとき1つ前は400、次は504。(オンライン整数列大辞典の数列 A132772)

## その他 451 に関連すること
- 西暦451年
- レイ・ブラッドベリのSF小説「華氏451度」及び、フランソワ・トリュフォー監督によるその映画化「華氏451」。華氏451度≒摂氏233度は、紙が自然発火する温度である。
- ヨルシカの楽曲「451」。上に記されている「華氏451度」という小説がもととなっている。
- 皆既日食の理論上の最大継続時間は451秒(7分31秒)といわれている。
- HTTP 451は政府により検閲されたページという意味のHTTPステータスコード。

451系と呼ばれる鉄道車両
- 国鉄451系電車はかつて日本国有鉄道で使用されていた東北地方向け急行形電車の最初の系列。
- 西武451系電車はかつて西武鉄道で使用されていた通勤形電車の一系列。